# Adesuwa Aighewi
 (octobre 2020).
Adesuwa Aighewi, née le 22 avril 1988, est une mannequin et cinéaste américaine. En 2018, elle est classée finaliste par models.com pour la catégorie « Breakout Star of the Year ». Depuis janvier 2019, elle figure sur le site parmi le Top 50 des mannequins en vue. 

## Biographie
Adesuwa Aighewi est née au Minnesota d'une mère chinoise d'origine thaïlandaise et d'un père nigérian.

## Carrière
Adesuwa Aighewi est découverte sur le campus de l'Université du Maryland Eastern Shore. Elle défile pour les marques Alexander Wang, Coach, Louis Vuitton, Chanel, Kenzo, Kate Spade, Miu Miu, Bottega Veneta, Marc Jacobs, Yeezy, Michael Kors, Prabal Gurung, Dior, Fendi ou Tommy Hilfiger, entre autres.

## Filmographie

### En tant qu'actrice
- 2011 : Bonfire de Childish Gambino : une campeuse
- 2012 : Heartbeat de Childish Gambino : la petite-amie
- 2016 : Woman de Diana Gordon : une mannequin

### En tant que réalisatrice
- 2018 : Spring in Harlem